# Deadline (Hörspiel)
Deadline ist ein Hörspiel von Autor und Regisseur Heiner Grenzland. Es basiert auf dem ersten Teil seiner Erzähltrilogie Der Fall Peter Cane. und wurde 1998 von der Abteilung Hörspiel und Medienkunst des Bayerischen Rundfunks in München produziert und dort zum ersten Mal am 19.06.1998 im Programm BR2 ausgestrahlt. Weitere Sendungen folgten beim MDR am 11.07.1999 (22:00), beim NDR am 22.08.1999, beim BR am 05.05.2000, wieder beim NDR am 24.04.2005, beim SWR am 06.09.2001, bei DeutschlandRadio Berlin am 19.03.2001, beim WDR am 03.06.2001 und am 04. 08. 2001 (11.00 Uhr) und weiteren. Es gibt die Originalfassung mit 73:05 Minuten und eine Kurzfassung mit 54:30 Minuten Länge sowie den Remix von 2016. Die Originalfassung ist 1998 auf CD beim Label Intermusic erschienen (Co-Produktion BR/IM).

## Story
Die Geschichte spielt in New York im Jahr 1996 vor dem Hintergrund der ersten Finanzkrise und des ersten (misslungenen) Terroranschlages auf das World Trade Center. Im Hörspiel beginnt sie mit einer lakonischen Vorstellung des Protagonisten: „Peter Cane, 41 Jahre alt, weiß, Amerikaner, Beruf Architekt, geschieden, ohne Kinder, verliert seinen Arbeitsplatz beim Department of Housing and Urban Development in New York. Es ist aussichtslos, eine adäquate neue Stelle zu finden.[..]“

Peter Cane kann den drohenden Prestigeverlust nicht einfach so hinnehmen, er will es seinen Kollegen heimzahlen, irgendwie wieder ins Business kommen. Er verschweigt seine Kündigung und besorgt sich als erstes eine Pistole – für seinen Selbstmord, falls seine bürgerliche Fassade zusammenbricht. Und er beginnt ein Doppelleben: Jeden Morgen begibt sich wie gewohnt auf den Weg ins Büro. In Wahrheit verbringt er seine Zeit damit, Geld aufzutreiben. Auch im Casino versucht er sein Glück. Dort lernt er die Informatikerin Laura kennen, die für eine Lotteriegesellschaft arbeitet. Die beiden werden ein Paar. Peter verschweigt auch Laura seine wahre Situation und gibt den Big Spender. Aber sein Abstieg ist unaufhaltsam. In dem Maße, wie es schwieriger für ihn wird, sein berufliches Scheinleben aufrechtzuerhalten, schwindet sein Realitätsbezug. In seiner Verzweiflung kontaktiert er seinen Bruder Max in Los Angeles, der für den Mafioso Chicco arbeitet. Der heuert Peter für einen Drogenschmuggel an, aber damit macht sich Peter erpressbar. In der Folge überschlagen sich die Ereignisse, die so unwahrscheinlich wie aberwitzig erscheinen und doch einer zwingenden, inneren Logik folgen.

## Erzählform
Es gibt drei Erzählebenen in wechselnder Abfolge:

1. Das akustische Tagebuch von Peter Cane 

2. Live Szenen

3. Eine männliche und eine weibliche (Märchenstimme) Erzählstimme, die die Handlung teils in großen Zeitsprüngen vorantreiben und Situationen oder Vorkommnisse beschreiben.

„Mich hat [...] weniger das Kriminalistische, als vielmehr die Mechanik der Ereignisse und deren Folgewirkungen beschäftigt. Die Geschichte läuft ab wie ein Uhrwerk. Emotionen erscheinen wie Beiwerk, sie haben auf den Verlauf keinen Einfluss. Und dennoch ist es eine Emotion (des Protagonisten. Anm. d. Verf.), die alles überhaupt erst in Gang setzt.“

## Einordnung/Rezeption
DEADLINE ist eines der ersten volldigital produzierten ARD-Hörspiele aus den 1990er Jahren. Die neuen Möglichkeiten der Digitaltechnik sind auch künstlerisch in Form von speziellen Editier- und Schnittverfahren ausgeschöpft. Breiten Raum nimmt die akustisch-musikalische Ausgestaltung ein, was den ambienten Charakter des Hörspiels ausmacht und zu einer hohen akustischen Dichte beiträgt. Das akustische Tagebuch ist auf Englisch mit deutscher Overvoice, wodurch teils ein dokumentarischer Eindruck entsteht, als wäre die Geschichte authentisch. Die Inszenierung setzt stark auf die Darstellung der Unausweichlichkeit, der der Protagonist unterworfen ist und aus der es kein Entrinnen für ihn gibt. 

So konstatiert der Schallplattenmann: „[...] in Deadline ist kein Platz für individuelle Entscheidungen. Die Verkettung unvorhersehbarer Ereignisse manifestiert sich als Abfolge von Handlungen, die unausweichlich bereits festgelegt sind. Heiner Grenzland hat einen nicht gerade handlungsarmen Plot entworfen, der wie eine mathematische Gleichung funktioniert und zu einer Klimax der leisen Ironie und Poetik führt.“ 

Ähnlich die Süddeutsche Zeitung: „Das erste, was Peter Cane tut, nachdem er seinen Job verloren hat, ist, sich eine Pistole zu besorgen — für seinen Selbstmord, falls seine bürgerliche Fassade zusammenbricht. Der Weg nach unten verläuft in Heiner Grenzlands Krimi weniger linear, als nach chaostheoretischem Determinismus Die einzige Entscheidung, die er (Peter Cane, Anm. d. Verf.) möglicherweise frei treffen kann, ist die, ob er seine Pistole für ihren ursprünglichen Zweck benutzen wird.“ Und im Programmheft von BR2 heißt es: „Aus einer Verkettung von unvorhersehbaren Ereignissen resultieren Handlungen, die unausweichlich im Vorherigen festgelegt sind. Die Ereignisse sind so unwahrscheinlich wie folgerichtig zugleich. Wie kommt es, dass ein braver Bürger zum Spieler wird, Heroin schmuggelt, Konstruktionspläne des World Trade Center stiehlt, seine Geliebte erschießt, eine Million Dollar bei einer Verlosungsaktion gewinnt, den Bombencode einer Terrorgruppe im Internet knackt, vor Gericht freigesprochen wird, bis er schließlich jenem ‚dunklen Geist‘ (seiner ‚Self-fulfilling-prophecy‘, Anm. d. Verf.) gegenübersteht, was die Geschichte vollends auf den Kopf stellt?“